# Георги Мамарчев
Георги Стойков Мамарчов или Георги Мамарчев Буюклиу, известен предимно като капитан Георги Мамарчев, е български борец против османското владичество и капитан от руската армия.
Роден е в град Котел през 1786 година. Вуйчо е на известния български революционер Георги С. Раковски.

## Дейност
Сред най-активните участници в подготовката на въстанието от средата на 1830-те години, чийто принос остава недооценен. До началото на 1830-те години, когато започва подготовката на съзаклятието, станало известно като Велчова завера, той натрупва значителен опит в борбите срещу османското владичество.

### Руски офицер
Като офицер във въоръжените сили на Руската империя взема участие в редица сражения, отличава се като храбър воин.
Командир е на батальон в българско доброволческо формирование в Руската армия, наречено Българска земска войска (1810 – 1812), по време на Руско-турската война от 1806 – 1812 г. В същата Българска земска войска Мамарчев участва във Френско-руската война срещу нашествието на Наполеон.
По време на следващата Руско-турска война (1828 – 1829) капитан Георги Мамарчев е начело на български доброволчески отряд (от 270 души) в руската армия, дал решителния принос за освобождаването на Силистра, след това стигнал до Сливен. През март 1829 г. неговият отряд се влива в Българския доброволчески корпус на полк. Иван Липранди.

### Революционер
След сключването на Одринския мирен договор (1829) кап. Мамарчев се опитва да вдигне въстание в Сливенска, Котелска и Търновска област. За да не предизвика международни усложнения с подобен акт след сключения мирен договор руското командване му противодейства – той е арестуван от изпратения отряд от 200 казаци, а събраните под негово предводителство бунтовници са разпуснати. Впоследствие капитанът е освободен.
Заселва се в Силистра като търговец на спиртни напитки със семейството си вероятно през 1831 г. Заедно с него във Волната махала се заселват членове на неговия отряд и съмишленици. Избират го за кмет на квартала.
Взема дейно участие във Велчовата завера (1835). След неуспеха ѝ е заловен на 4 срещу 5 април 1835 година в Плаковския манастир. Благодарение на руското си поданство избягва смъртно наказание, което сполетява всички останали ръководители на Велчовата завера. Наказан е със заточение в град Кония. По-късно е преместен на остров Самос, който по онова време е владение на котленския фанариот Стефан Богориди и се управлява от Гаврил Кръстевич, също котленец. Георги Мамарчев умира на о-в Самос от естествена смърт на 16 юли 1846 г.

## Памет
На капитан Георги Мамарчев е наречена улица в квартал „Хаджи Димитър“ в София (Карта).
В памет на капитан Георги Мамарчев е кръстено село Мамарчево, от където произлизат проф.доктор Атанас Кехайов и артиста Георги Мамалев